# Ewen MacLachlan
Ewen MacLachlan (Gaèlic: Eoghan MacLachlainn) (Lochaber, Escòcia, 1775 – 1822) fou un poeta i erudit escocès. Cursà estudis a la Universitat d'Aberdeen. Fou bibliotecari al King's College, d'Aberdeen, del 1800 al 1818, i rector de l'Aberdeen grammar school del 1810 al 1822. Va traduir els primers vuit llibres de la Ilíada d'Homer al gaèlic. També compongué els seus reculls poètics Attempts in Verse (1807) (en anglès, grec i llatí) i Metrical Effusions (1816), i contribuí al Diccionari Gaèlic-Anglès de 1828. És considerat una de les figures més importants en la preservació de gaèlic com a llengua escrita i literatura escrita.